# Ames, New York
Ames är en ort (village) i kommunen Canajoharie i Montgomery County i delstaten New York. Vid 2010 års folkräkning hade Ames 145 invånare.